# Gourdin-Insel
Die Gourdin-Insel (französisch Roche Gourdin ‚Gourdin-Felsen‘) ist die größte Insel einer Gruppe aus Inseln und Rifffelsen vor der Trinity-Halbinsel im Norden des Grahamlands auf der Antarktischen Halbinsel. Sie liegt 1,5 km nördlich des Prime Head.
Im Nordwesten der Insel gibt es eine große Pinguinkolonie. 1997 wurden hier 14.334 Paare des Adeliepinguins, 568 Paare des Eselspinguins und 3282 Paare des Zügelpinguins gezählt. Gelegentlich besuchen auch Weißgesicht-Scheidenschnäbel, Subantarktikskuas und Dominikanermöwen die Insel. BirdLife International weist die Gourdin-Insel als Important Bird Area (AQ075) aus.
Teilnehmer der Dritten Französischen Antarktisexpedition (1837–1840) unter der Leitung des Polarforschers Jules Dumont d’Urville entdeckten die Insel. Benannt ist sie nach Jean Marie Émile Gourdin (1813–1839), Leutnant an Bord von d’Urvilles Expeditionsschiff Astrolabe. Wissenschaftler des Falkland Islands Dependencies Survey nahmen nach Vermessungen der Insel zwischen 1945 und 1947 eine angepasste und ins Englische überführte Benennung vor.